# 1 % pour la planète
Pour les articles homonymes, voir 1%.
1 % for the Planet France est un fonds de dotation français, affilié au mouvement international 1% for the Planet, qui encourage les entreprises à reverser 1 % de leur chiffre d'affaires à des associations oeuvrant pour la protection de l'environnement. Créé en 2014, il constitue la première structure du réseau en dehors de l'Amérique du Nord.

## Origines du mouvement
Le mouvement 1% for the Planet a été fondé en 2002 par deux entrepreneurs américains : Yvon Chouinard, fondateur de Patagonia, et Craig Mathews, créateur de Blue Ribbon Flies. Souhaitant systématiser leur engagement en faveur de la nature, ils ont décidé que leurs entreprises reverseraient 1% de leur chiffre d'affaires annuel à des causes environnementales. Leur initiative a donné naissance à un réseau mondial d'entreprises engagées dans la philanthropie environnementale. 
En 2024, le mouvement comptait plus de 4 800 entreprises membres dans plus de 110 pays.

## Création de la structure française
En 2014, face à la dynamique croissante en France, l'organisation décide de créer un fonds de dotation local. 1 % for the Planet France devient ainsi la première antenne hors Amérique du Nord du réseau. Son siège situé à Bluffy, en Haute-Savoie, et une antenne complémentaire est ouverte à Paris depuis 2022. Le réseau français regroupe plus de 1 100 entreprises membres réparties sur l'ensemble du territoire. 

## Fonctionnement
Les entreprises membres du collectif s’engagent à reverser 1 % de leur chiffre d'affaires annuel à des associations agréées. Environ 70 % des dons sont versés directement aux associations, tandis que le reste peut transiter par le fonds de dotation. Des contrôles sont effectués chaque année afin de vérifier la conformité des engagements.
L'équipe 1% for the Planet France, dirigée par Isabelle Susini, est composée de professionnels de la philanthropie, de la communication, du développement commercial et de la gestion de projets environnementaux. Un conseil d'administration composé de personnalités issues du réseau mondial et local encadre l'organisation. 

## Mission
La protection de l’environnement reste encore marginale dans le domaine de la philanthropie, ne représentant qu’environ 3 % des montants issus du mécénat aux États-Unis et 7 % en France. 
Pourtant, les enjeux environnementaux sont considérables. La mission de 1% for the Planet France est de favoriser le développement de la philanthropie environnementale et de renforcer l’impact des actions menées par les associations œuvrant pour la protection de l’environnement, en facilitant notamment leur accès aux financements. 
Face aux dérèglements climatiques visibles, à la fragilisation des systèmes alimentaires, à la dégradation des milieux naturels ou encore à la raréfaction des ressources en eau, le modèle proposé par 1% for the Planet se veut simple et accessible, avec pour objectif de permettre une action concrète face à ces défis.

## Impact: des actions concrètes, un changement global
Depuis sa création, 1% for the Planet prouve qu’un modèle simple peut produire des effets puissants : celui de rassembler des entreprises pour financer des solutions concrètes à la crise environnementale. Grâce à ce mouvement, plus de 728 millions de dollars ont déjà été reversés à des associations environnementales partout dans le monde.
Ce financement a un impact direct sur le terrain :
- Des lois ont été modifiées ou empêchées grâce à la mobilisation d’associations.
- Des écosystèmes et des espèces menacées ont été protégés.
- Des communautés locales ont pu renforcer leur résilience face aux dérèglements climatiques.

Ces avancées sont rendues possibles par des acteurs de terrain convaincus et compétents. Les associations soutenues par 1% for the Planet sont des expertes des enjeux écologiques et mènent des actions ciblées, au plus près des causes des déséquilibres. 
En France, l’impact est tout aussi significatif.
Depuis 2004, 74,5 millions d’euros ont été mobilisés au profit de plus de 853 associations agréées qui agissent pour la préservation de la nature, la transition écologique, la justice environnementale ou la régénération des écosystèmes.
Aujourd’hui, plus de 1122 membres français s’engagent chaque année à reverser 1 % de leur chiffre d’affaires pour soutenir ces actions. Cela représente 14 millions d’euros par an pour la France à elle seule, sur près de 100 millions à l’échelle mondiale.
Ce 1 % symbolique mais significatif est une preuve d’engagement fort, qui donne naissance à un impact durable, visible et mesurable.

Logo « 1% for the Planet ».

L'impact ne se limite pas à l'aspect financier. Les événements permettent aux entreprises mécènes et aux associations de se rencontrer et de co-créer des projets. De nombreuses collaborations fructueuses voient le jour, telles que celle entre l'association ASPAS et l'entreprise Nümorning, ou entre l'association Water Family et l'entreprise SRDI, parmi d'autres. Ces partenariats et leurs retours d'expérience enrichissent les moments-clés du collectif.

## Une démarche simple, transparente et à impact
Un engagement concret pour la planète
Adhérer à 1% for the Planet, c’est bien plus qu’un soutien financier : c’est un engagement à reverser 1 % de son chiffre d’affaires annuel à des associations environnementales agréées, tout en s’impliquant activement dans la transition écologique. Ce modèle simple et transparent permet de soutenir des actions concrètes en faveur du climat, de la biodiversité, de la préservation des ressources naturelles et d’une transition écologique juste.
Soutenir des causes qui ont du sens
Les membres du collectif ont la possibilité de choisir les causes et les projets qu’ils souhaitent soutenir, en fonction de leurs valeurs et de leur ancrage territorial. Ce fléchage permet de redonner du sens à l’impôt, en orientant une partie de ses ressources vers des initiatives environnementales locales ou internationales.
Mobiliser ses équipes autour d’un engagement partagé
Rejoindre 1% for the Planet permet également d’impliquer ses collaborateurs, notamment via du mécénat, dans une démarche porteuse de sens. L’adhésion devient ainsi un levier d’engagement interne, en cohérence avec la raison d’être ou les valeurs de l’entreprise.
Accéder à une communauté active et engagée
Les membres sont invités à participer à des événements tout au long de l’année (cafés, afterworks, webinaires…), favorisant les échanges, la montée en compétences et les synergies entre acteurs engagés. L’événement phare du collectif, les Rencontres pour la Planète, a lieu chaque année début octobre. Pendant deux jours, des associations environnementales présentent leurs projets directement devant des mécènes, dans une logique de mise en relation et de financement direct. C’est un temps fort de la communauté, propice à la rencontre, à l’inspiration et à la création de liens durables.
Un mouvement mondial, un impact global
Intégrer le collectif 1% for the Planet, c’est rejoindre un mouvement mondial d’entreprises et d’individus déterminés à avoir un impact positif pour la planète. C’est aussi renforcer la crédibilité et la transparence de son engagement environnemental grâce à un modèle reconnu, efficace et accessible.

## Modalités d'adhésion
Pour rejoindre le collectif 1% for the Planet France, les entreprises suivent un processus en trois étapes :
- Définir un plan philanthropique : il s’agit pour l’entreprise d’évaluer son engagement actuel ou de construire une première démarche de mécénat, en lien avec ses valeurs et ses capacités financières.
- Choisir le périmètre d’engagement : l’entreprise décide si l’engagement du 1 % de son chiffre d’affaires concerne l’ensemble de sa structure, une marque spécifique ou une gamme de produits.
- Compléter le formulaire d’adhésion : une inscription en ligne est à effectuer, suivie de la signature d’une lettre d’engagement et du règlement d’une contribution annuelle, incluse dans le calcul du 1 %. Cette contribution, appelée « proportion minimale », est due dès l’entrée dans le collectif. Elle permet notamment de soutenir les actions de l’organisation et le développement du réseau.

Une fois membre, l’entreprise peut répartir ses dons sur l’année et bénéficier des avantages liés à son engagement, tels que des réductions fiscales, une visibilité renforcée ou encore la participation à des événements du réseau.
L’ensemble des modalités de versement, des délais de dons et du calcul du 1 % est détaillé sur le site de l’organisation.